# مرعان (الرجم)

تعديل مصدري - تعديل

مرعان هي إحدى قرى عزلة البشاري بمديرية الرجم التابعة لمحافظة المحويت، بلغ تعداد سكانها 286 نسمة حسب تعداد اليمن لعام 2004.